# Western Union
La Western Union è un'azienda statunitense di servizi finanziari e di comunicazioni, di proprietà della First Data Corporation.
Uno dei servizi più importanti dell'azienda è il trasferimento di denaro (anche internazionale) fra persone o aziende; oltre a ciò, offre anche una vasta gamma di servizi commerciali.
Alla data del 9 giugno 2006, la Western Union conta circa 270 000 sedi sparse per 200 nazioni, vantando un fatturato annuale di circa 3 miliardi di dollari.

## Storia

### La fondazione e la prima espansione (1851 - 1866)
La New York and Mississippi Valley Printing Telegraph Company venne fondata a Rochester da Samuel L. Selden, Hiram Sibley ed altri soci nel 1851. Nel 1856 la società si fuse con la concorrente Erie and Michigan Telegraph Company, controllata da John James Speed, Francis Ormand Jonathan Smith ed Ezra Cornell, e prese il nome Western Union Telegraph Company su insistenza di Cornell per sottolineare che la compagnia operava in quello che era il punto più occidentale del sistema telegrafico statunitense.
Nel 1857 la Western Union partecipò al cosiddetto "trattato delle sei nazioni", il tentativo delle sei maggiori compagnie telegrafiche americane di creare un sistema di monopoli regionali facenti capo ad una rete condivisa di linee principali. Dopo la nascita del sistema delle "sei nazioni", la Western Union continuò ad assorbire compagnie telegrafiche sia piccole che grandi, ed entro il 1864 si era trasformata da monopolio regionale ad oligopolista nazionale, avente come unici veri concorrenti la American Telegraph Company e la United States Telegraph Company.
La Western Union completò la prima linea telegrafica transcontinentale americana nel 1861 e fondò la Russian–American Telegraph Company nel tentativo di collegare l'America all'Europa attraverso l'Alaska, la Siberia e Mosca, un progetto abbandonato nel 1867 dopo che era stato posato con successo un cavo sottomarino transatlantico nel 1866.

### Il predominio temporaneo e le nuove sfide (1866 - 1881)
Nel 1866 la Western Union acquisì la American Telegraph Company e la United States Telegraph Company, le sue due maggiori concorrenti, ottenendo per un periodo un quasi monopolio sulla telegrafia degli Stati Uniti. L'azienda cominciò anche a sviluppare nuovi servizi collegati alla telegrafia e nel 1866 inaugurò il primo stock ticker, ovvero la trasmissione via telegrafo del listino di borsa, nel 1870 introdusse il servizio di ora esatta e soprattutto nel 1871 iniziò il servizio di vaglia telegrafici. Nel 1869 la compagnia introdusse il primo apparecchio telegrafico portatile.
Negli anni settanta dell'Ottocento la Western Union fronteggiò la concorrenza di una nuova rivale che si era formata attraverso la fusione di compagnie minori, la Atlantic and Pacific Telegraph Company; ma la sfida più importante fu posta dalla nascente industria telefonica, guidata dalla Bell Telephone Company. Inizialmente Alexander Graham Bell aveva offerto alla Western Union la cessione del brevetto del telefono, chiamato "telegrafo parlante", per centomila dollari, ma la società aveva rifiutato l'acquisto. La Western Union cercò invece di impiantare un sistema telefonico rivale.
Nel 1875 Elisha Gray vendette alla Western Union tutte le proprie attività, compreso il caveat che aveva registrato contro la richiesta di brevetto del telefono depositata da Alexander Graham Bell. La conseguente battaglia legale fra la Western Union e la Bell Telephone Company per il brevetto finì nel 1879 con la Western Union che si ritirava dal mercato telefonico e in cambio la Bell comprava la Western Electric nel 1881.
Nel 1881 il finanziere "d'assalto" Jay Gould orchestrò la fusione della Atlantic and Pacific Telegraph Company con la Western Union nel 1881, all'esito della quale Gould ottenne il controllo della compagnia che ne risultò.

### Il monopolio e il declino della telegrafia (1881 - 1963)

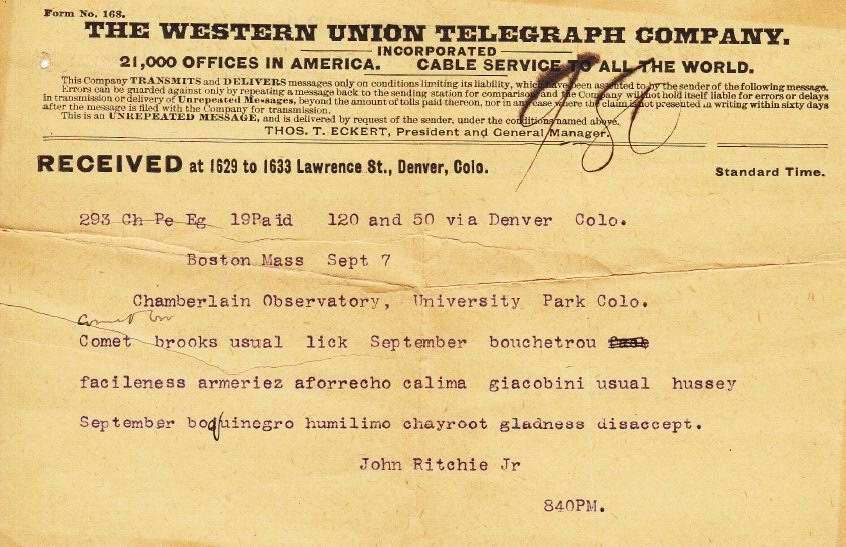
Un telegramma cifrato della Western Union del 1896 relativo alla posizione di due comete

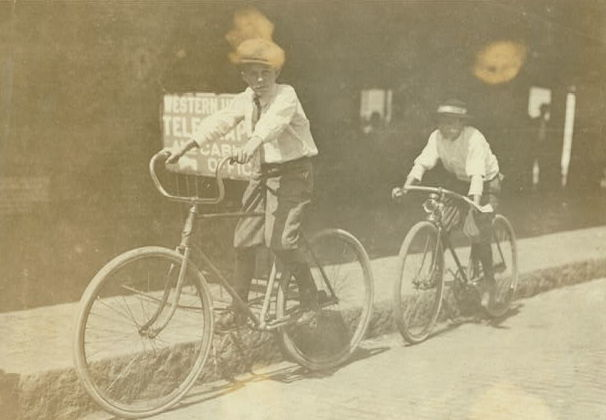
Un postino dodicenne della Western Union nel 1911

Quando venne creato nel 1884 l'indice di borsa Dow Jones Railroad Average relativo alla Borsa di New York, la Western Union era una delle originarie undici società inserite. Nel 1900 la Western Union gestiva un milione di miglia di linee telegrafiche e due cavi sottomarini internazionali. Dal 1896 i telegrammi potevano raggiungere l'Europa, il Nord Africa, il Sud America, l'Australia e l'Asia.
Nel 1909 la AT&T prese il controllo della Western Union, acquistando un pacchetto azionario del 30%. Tuttavia, nel 1913 la AT&T, sotto inchiesta per aver violato lo Sherman Antitrust Act, fu costretta a vendere tutte le sue azioni della Western Union, che tornò ad essere una società indipendente.

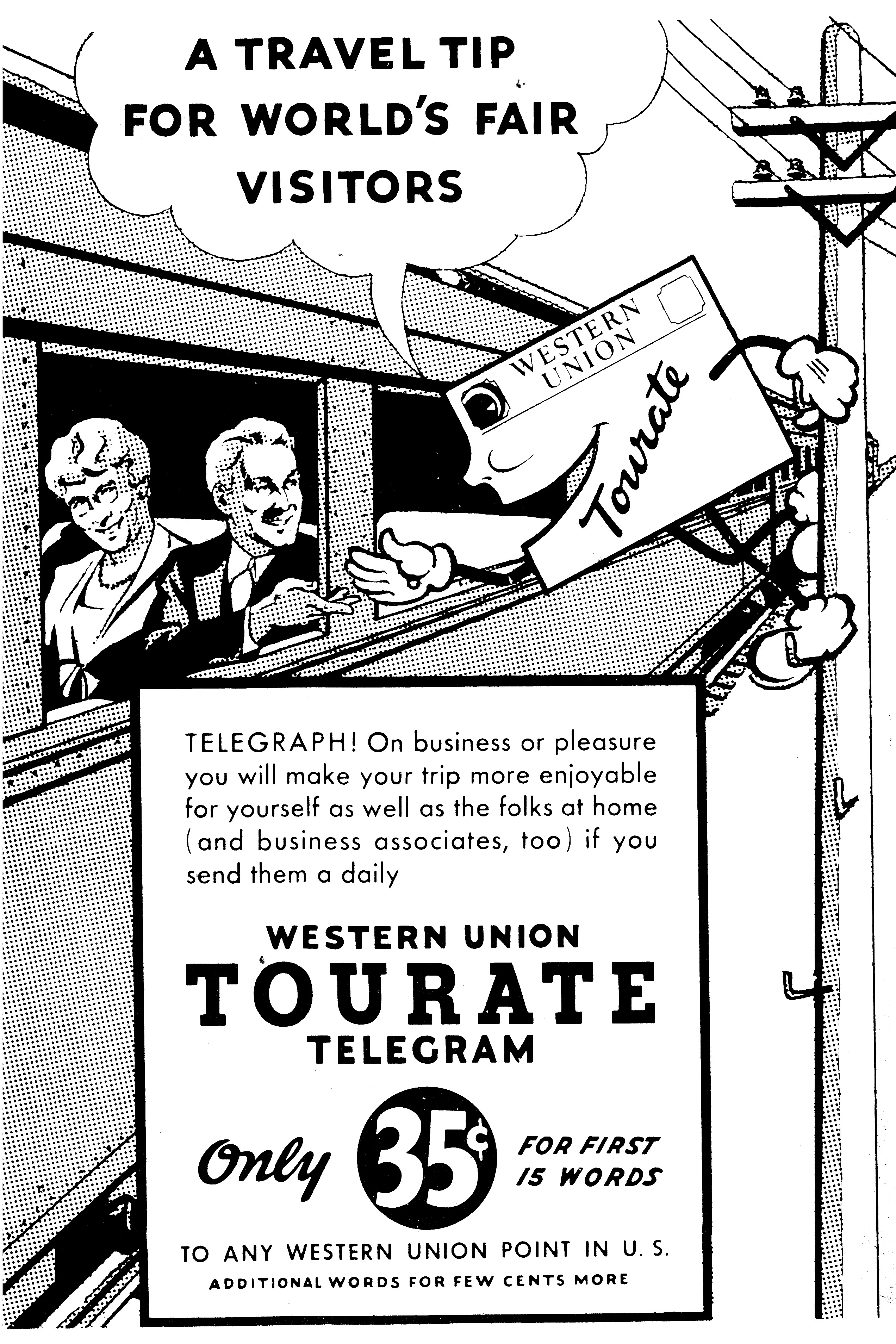
Pubblicità per il servizio "Tourate" del 1939

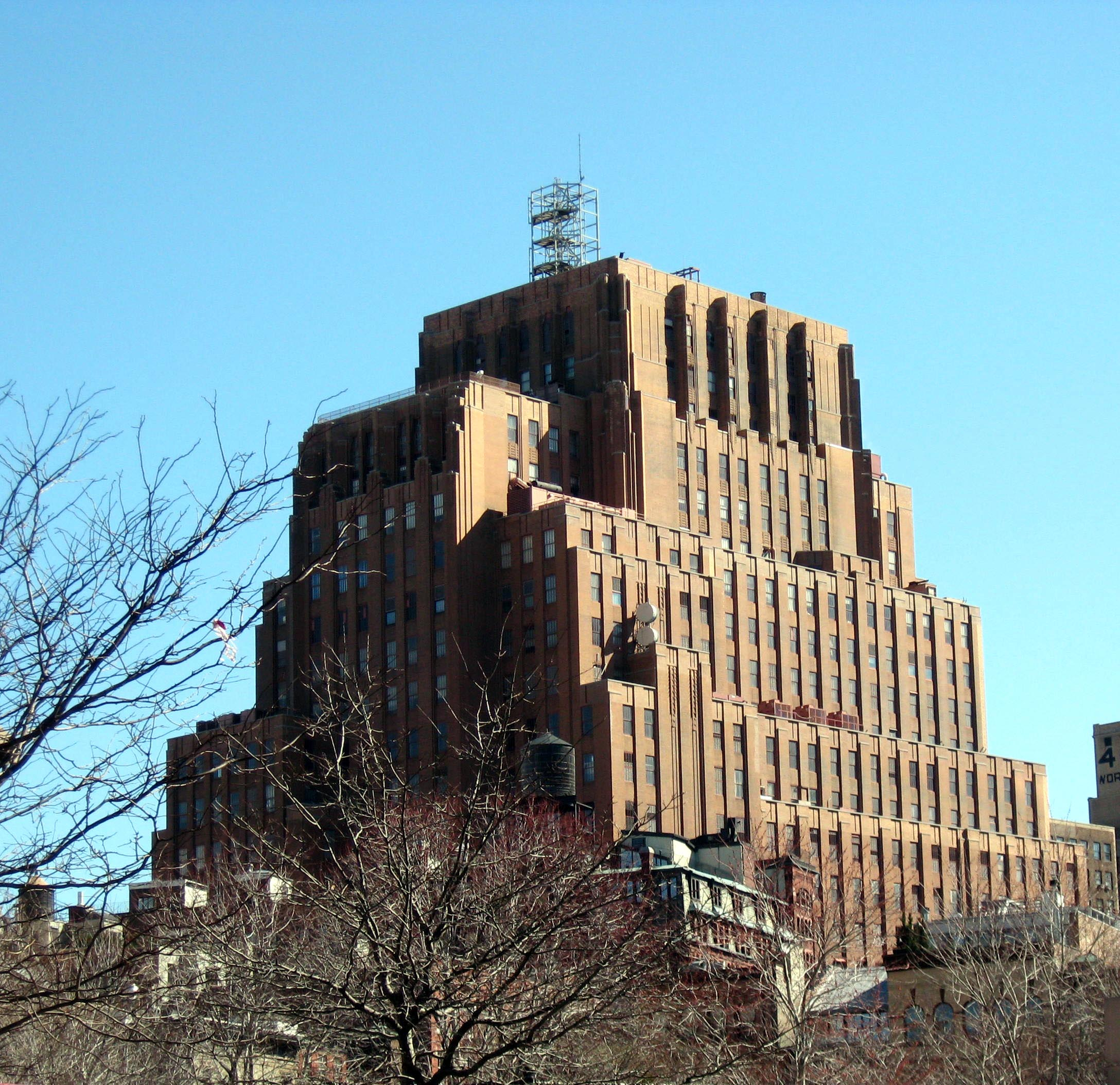
L'edificio in 60 Hudson Street, Manhattan, che fu la sede della società per buona parte del Novecento

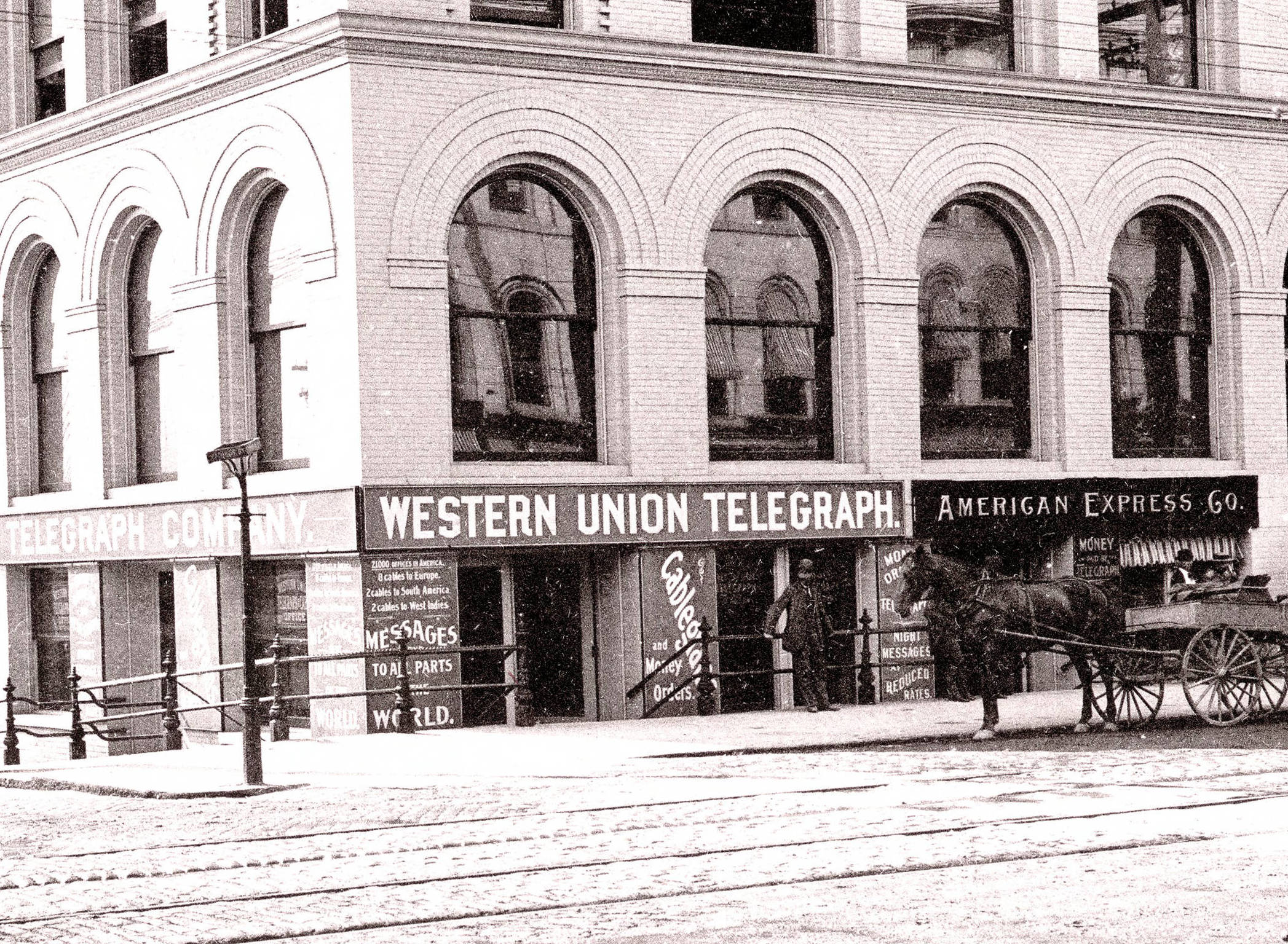
Ufficio telegrafico nell'edificio della Camera di Commercio di Toledo (Ohio), 1895

Nel 1945 la Western Union acquisì la sua unica grande concorrente nel settore telegrafico, la Postal Telegraph Company, ottenendo così il monopolio del settore. Tuttavia, proprio a partire dal 1945 la telegrafia cominciò a subire un declino che la portò a veder quasi dimezzare il numero di telegrammi inviati fra il 1945 e il 1960.
Nel 1958 la compagnia iniziò ad offrire il servizio telex ai clienti di New York. Le telescriventi per la rete telex erano inizialmente fornite dalla Siemens e successivamente dalla Teletype Corporation. Il servizio internazionale telex cominciò nel 1960, limitato a Londra e Parigi.

### La scissione dellaWestern Union International
Nel 1963 la Western Union riorganizzò il suo sistema di cavi internazionali in proprietà e di diritti di passaggio in una società separata chiamata Western Union International (WUI), che venne venduta in quello stesso anno alla American Securities.
Nel 1967 la American Securities quotò la WUI alla Borsa di New York. La WUI venne comprata dalla Xerox per 207 milioni di dollari nel 1979 e successivamente rivenduta per 185 milioni di dollari alla MCI Communications nel 1981 MCI renamed WUI to MCI International, ceasing the use of Western Union branding..

### Il consolidamento (1963 - 1984)

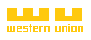
Marchio utilizzato fra il 1969 ed il 1990

Nel 1969 la Western Union comprò il sistema Teletype Wide-area eXchange (TWX) dalla AT&T, l'unico grande concorrente al proprio servizio telex.
La Western Union fu la prima società ad avere dei satelliti per telecomunicazioni commerciali in orbita geosincrona, a partire dal 1974. La flotta di satelliti chiamati Westar trasportava informazioni per telegrammi e messaggi mailgram da e per gli uffici della compagnia in tutti gli Stati Uniti. Inoltre gestiva il traffico dei servizi telex e TWX. I trasponditori dei satelliti Westar venivano affittati anche da altre aziende per effettuare trasmissioni video, sonore, di dati e di fax.
Nel 1980 i proventi provenienti dal servizio di trasferimento di denaro superarono quelli del servizio di telegramma per la prima volta nella storia della Western Union. A partire dal 1982, in seguito alla deregolamentazione del settore finanziario, la Western Union iniziò ad offrire servizi di bonifici via cavo in tutto il mondo.

### La procedura concorsuale e la ristrutturazione (1984 - 2006)
Nel 1984, dopo anni di profitti in diminuzione e di debiti in aumento, la Western Union cominciò a negoziare con i creditori una ristrutturazione del debito.
La ristrutturazione venne completata nel 1987 quando l'investitore Bennett S. LeBow acquistò il pacchetto di controllo della società attraverso un'operazione al di fuori della procedura di Chapter 11. LeBow nominò Robert J. Amman presidente ed amministratore delegato, il quale condusse una completa ristrutturazione dal punto di vista strategico, operativo e finanziario nei successivi sei anni.
Amman mise in atto un riposizionamento della Western Union da fornitrice di telecomunicazioni con un'attività di trasferimento di denaro ampia ma non importante, a fornitrice di servizi finanziari di pagamento. Perciò Amman diresse la società come due diverse imprese. Un'attività consisteva nel money transfer, che veniva esercitato in modo da approfittare delle occasioni di crescita. La seconda unità consisteva nelle attività non strategiche di telecomunicazioni, come la rete a lunga distanza, i satelliti commerciali e i cavi sottomarini.
Nei primi tre anni Amman si fece assistere da Robert A. Schriesheim come consulente speciale per sovraintendere alla cessione delle quattro attività di telecomunicazioni non strategiche.
Il nome della società venne cambiato in New Valley Corporation nel 1991, per non far figurare il nome Western Union nella procedura concorsuale ed evitare la cattiva pubblicità che ciò comportava. La New Valley era la controllante di tutte le aziende legate alla Western Union. Il nome Western Union venne dato alla controllata che si occupava del settore money transfer, ormai costituita in società autonoma.
Nell'ambito della procedura concorsuale, il settore telegrafico fu venduto alla iTelegram.
Nel 1994 la Western Union venne venduta in un'asta giudiziaria alla First Financial Management Corporation nell'ambito della procedura concorsuale a carico della New Valley Corporation, di cui rappresentava un cespite. L'incasso della vendita fu sufficiente ad evitare il fallimento della controllante. Nel 1995 la First Financial si fuse con la First Data Corporation.
Dopo aver acquisito l'impresa, la First Data Corporation decise di riattivare il servizio telegrafico con il marchio Western Union.
Nel 1995 venne stipulato un accordo tra la Western Union e la Angelo Costa Spa per i servizi di money transfer in Italia, con la creazione di una rete di oltre 5.000 punti MT.
Nel 2004 la Western Union acquisì il 30% della divisione ISI Money Transfer del Gruppo ISI Holding, fondato da Francesco Costa e specializzato in servizi finanziari, TLC e media.

### La quotazione in borsa e l'espansione internazionale (2006 - )
Nel 2006 la First Data scorporò la Western Union e la fece diventare una società quotata ed indipendente, specializzata nel trasferimento di denaro. Il giorno seguente la Western Union annunciò che avrebbe cessato il servizio telegrafico e di consegne.
Nel 2011 l'azienda acquisì la Angelo Costa, gruppo attivo nel trasferimento dei denaro e nei servizi agli immigrati. La Angelo Costa aveva una rete di 7.500 punti vendita in tutta Europa.
Nello stesso anno la Western Union completò l'acquisizione della Finint S.r.l., uno dei principali agenti della rete Western Union in Europa, con più di diecimila subagenti fra Italia, Spagna e Gran Bretagna.

## Come funziona
Il core business è il trasferimento di denaro da un paese ad un altro; per eseguire tale transazione è necessario recarsi, muniti esclusivamente di un documento di identità valido e della somma da inviare, in uno degli oltre 5 000 punti Western Union in Italia. Si compila un modulo e si versa la somma stabilita inserendo tutti i dati necessari (compresi i dettagli del beneficiario). A transazione avvenuta verrà rilasciata una ricevuta contenente il codice identificativo della transazione che, comunicato al beneficiario, permetterà allo stesso di riscuotere la somma inviatagli quasi in tempo reale presso uno sportello Western Union del suo Paese.
Western Union è disponibile in oltre 185 paesi nel mondo.
È possibile eseguire le transazioni anche tramite web/app; in questo caso, al termine dell'operazione, il cliente riceverà un codice da inviare al destinatario. Con tale codice, il destinatario potrà recarsi in un punto vendita autorizzato o una banca affiliata e ritirare il danaro.